# Terremoto dell'Aquila del 1703
(Marco Garofalo, marchese della Rocca, Lettera al Viceré del Regno di Napoli)
Il terremoto dell'Aquila del 1703, conosciuto popolarmente come il Grande Terremoto, è stato un insieme di eventi sismici verificatisi nel 1703 nell'alta valle dell'Aterno e nell'intera parte settentrionale dell'Abruzzo Ulteriore.
La prima grande scossa si verificò il 14 gennaio ed ebbe una magnitudo momento di 6.8 con una devastazione pari all'XI grado della scala Mercalli che colpì principalmente Cascia, Leonessa, Montereale e Norcia. Un secondo catastrofico evento si verificò il 2 febbraio, giorno della Candelora, e si stima che abbia avuto una magnitudo momento di 6.7 causando devastazioni del X grado della scala Mercalli ed oltre 6 000 vittime; L'Aquila venne praticamente rasa al suolo, con danni gravissimi per ciò che riguarda il suo patrimonio artistico e architettonico.
È noto per essere uno dei più gravi disastri sismici della storia italiana per estensione geografica ed entità delle distribuzioni, nonché la più intensa delle sequenze note agli storici ad aver interessato l'area aquilana dell'Appennino centrale. Nel complesso, l'intera crisi sismica fece registrare 9 671 vittime, di cui 7 694 nell'Abruzzo Ulteriore e 1 977 in Umbria.

## Precedenti
La storia dell'Aquila era già stata caratterizzata da terremoti catastrofici, tra cui il maggiore fu il sisma del 1461 (magnitudo 6.4), causato tuttavia da sorgenti sismiche diverse da quelle attivatesi nella sequenza del 1703.
Nel Seicento furono numerosi i terremoti che caratterizzarono l'Appennino centrale: l'8 ottobre 1639 il terremoto di Amatrice, di magnitudo 6.2, colpì l'alta valle del Tronto causando centinaia di morti mentre altri sismi di minore intensità colpirono Accumoli nel 1627, L'Aquila nel 1646 e Montereale nel 1672. Tali eventi avevano osteggiato la ripresa economica della capitale abruzzese e del suo contado che, all'inizio del XVIII secolo, uscivano da due secoli di dominazione spagnola e da una temibile epidemia di peste.

## Eventi sismici

### Inizio della sequenza sismica
Lo sciame sismico in questione cominciò, con ogni probabilità, all'inizio del 1702 con il movimento della faglia del Monte Vettore e con una serie di scosse di lieve intensità.
Il primo evento di rilievo si verificò il 18 ottobre 1702, in un'area al confine tra il Regno di Napoli e lo Stato della Chiesa, vicino all'abitato di Norcia, ed ebbe una magnitudo momento di 5.1; l'evento venne avvertito in tutto il centro Italia, Roma compresa, come testimoniato dalle numerosissime corrispondenze con cui si riportano anche i danni subiti dalle città prossime all'epicentro.
Un'altra scossa con la stessa intensità ci fu il 14 novembre 1702 con epicentro a Spello.

### Il terremoto del 14 gennaio 1703
(Giovannantonio Petroni, Ad perpetuam rei memoriam, conservato nell'archivio parrocchiale di Vallunga)
Il 14 gennaio 1703 si registrò un violentissimo terremoto con epicentro nei pressi di Accumoli, al margine settentrionale dell'Abruzzo Ulteriore. Il sisma avvenne in serata, probabilmente dopo le 18:00 (tra l'1:00 e le 2:00 dell'ora italica), durò circa 20 secondi e si stima abbia avuto una magnitudo momento di 6.8 causando devastazioni del XI grado della scala Mercalli; fu, per intensità, il maggiore tra gli eventi dello sciame sismico. Una violenta replica si registrò poco dopo la scossa principale, alle 19:25 (circa le 3 dell'ora italica).
Secondo gli storici, fu generato non dalla faglia del Monte Vettore bensì dal movimento delle tre faglie appartenenti al sistema di Norcia.
Il sisma devastò una vasta area tra i Monti Sibillini, i Monti Reatini e i Monti dell'Alto Aterno. A Norcia, già danneggiata dal terremoto dell'anno precedente, si registrarono, tra i numerosi danni, la distruzione della cattedrale di Santa Maria Argentea e della Castellina del Vignola e le lesioni gravissime alla basilica di San Benedetto; nel contado norcino, su un totale di 10 767 abitanti, vi furono circa 1 400 morti, di cui 800 in città. Cascia venne completamente rasa al suolo causando la distruzione di pressoché tutti gli edifici compreso il palazzo Apostolico e la residenza del governatore; scomparvero totalmente i castelli di Avendita e Maltignano, e in tutta la zona si registrarono 680 morti su un totale di 5 032 abitanti.
Nella provincia aquilana le vittime furono oltre 1 600. Il sisma devastò Montereale, provocando 230 vittime in città e quasi 600 nelle ville circostanti per un totale di 800 morti su un totale di circa 1 000 abitanti. Anche nel circondario di Leonessa i morti furono 800 e vennero praticamente rase al suolo le ville di Collesecco, Pianezza, Piedelpoggio, Sant'Angelo, San Clemente, Vallimpuni e Viesci; crollarono inoltre il castello di Terzone, il palazzo dei Priori, la chiesa di San Pietro, la chiesa di Santo Spirito e la tribuna della chiesa di San Francesco.
Gravissimi crolli e morti si registrarono anche ad Accumoli, Amatrice, Antrodoco, Borbona e Cittareale. Una vittima e moltissimi danni vi furono anche a Spoleto e nei borghi vicini. A Rieti si registrarono numerosi edifici lesionati ma nessuna vittima. All'Aquila il terremoto causò gravi lesioni nelle case e crolli nelle chiese (furono distrutte le facciate delle chiese di San Pietro di Sassa e San Quinzano) ma non vi furono morti. Il 15 gennaio venne organizzata una processione di penitenza.

### Il terremoto del 16 gennaio 1703
Il 16 gennaio, a soli due giorni dall'evento precedente, un nuovo sisma causò danni stimati nell'VIII grado di intensità della scala Mercalli. L'analisi storica e geo-sismologica di questo evento è dibattuta: secondo alcune ipotesi, il terremoto fu causato dalla faglia di Montereale attivatasi due giorni prima per via della scossa principale mentre, secondo altre fonti storiche, il sisma non sarebbe mai avvenuto.
Recenti studi dell'Istituto Nazionale di Geofisica e Vulcanologia hanno individuato, a quella data, una sequenza di violenti scosse. Un terremoto di particolare violenza si verificò intorno alle 13:30 (le 21:00 dell'ora italica) con epicentro a Cittareale: ebbe una magnitudo momento di 6.0 e fu avvertito fino a Roma. In quest'occasione si registrarono nuovi crolli soprattutto all'Aquila dove caddero le torri campanarie delle chiese di Santa Maria di Roio e di San Pietro a Coppito, già pesantemente lesionate dall'evento precedente.
Una forte replica si verificò alle 19:30 circa, le 3:00 dell'ora italica.

### Il terremoto del 2 febbraio 1703
(Anton Ludovico Antinori, Annali)
Il 2 febbraio, giorno della festività della purificazione di Maria e del connesso rito della Candelora, alle ore 11:05 (le 18:15 dell'ora italica) un nuovo devastante terremoto distrusse quasi completamente L'Aquila, causando gravissimi danni in tutta la sua provincia.
Il sisma, con epicentro nei pressi di Pizzoli — circa 20 km a nord-ovest dell'Aquila — ebbe una magnitudo momento di 6.7 ed un'intensità del X grado della scala Mercalli. Fu provocato dalla faglia del Monte Marine, localizzata tra Barete, Pizzoli e Arischia, con propagazione nella direttrice sud-est. I documenti dell'epoca descrissero la scossa come particolarmente violenta ed ondulatoria, a differenza di quella della prima, definita maggiormente sussultoria. Si tratta del più intenso e devastante, tra gli eventi sismici noti agli storici, ad aver colpito l'area aquilana; l'energia rilasciata fu circa 5 volte maggiore di quella del terremoto del 2009.
Si verificò poco prima di mezzogiorno quando i fedeli erano radunati nelle chiese per le celebrazioni liturgiche. Inoltre, la diocesi dell'Aquila era in quel momento priva di un vescovo poiché la carica di Ignacio de la Cerda, morto nel 1702, era stata affidata temporaneamente ad un vicario; mancò dunque una guida — come fu quella di Amico Agnifili nel terremoto del 1461 — che evitasse l'assembramento di una gran quantità di gente negli edifici ecclesiastici. Il sisma difatti sorprese alcune centinaia di persone (800 secondo le fonti storiche) che si trovavano in quel momento nella chiesa di San Domenico dove si concedeva una comunione generale; le capriate del tetto cedettero seppellendo i presenti e causando un numero stimato di 600 morti.

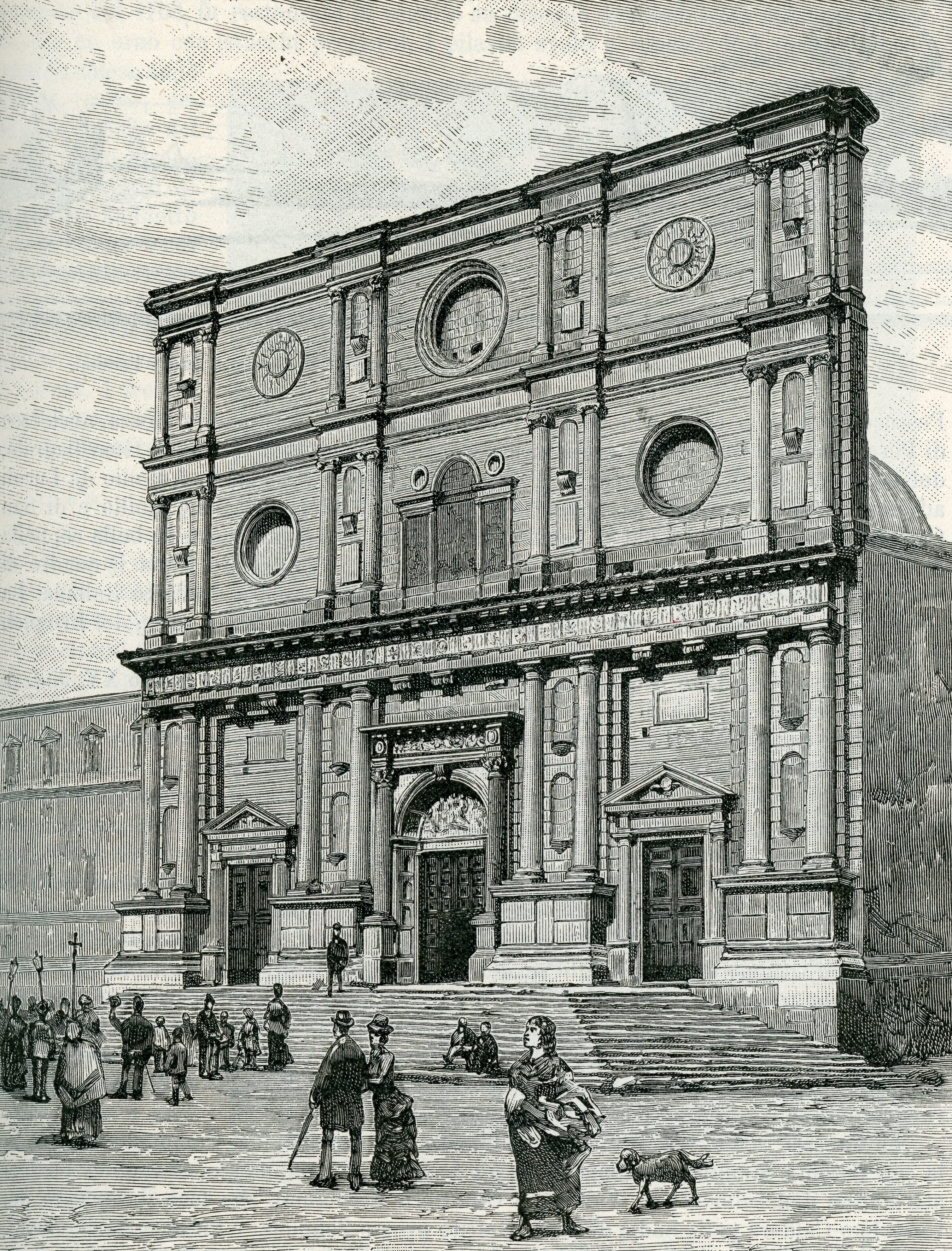
La facciata della basilica di San Bernardino, miracolosamente sopravvissuta al sisma.

La quasi totalità del patrimonio artistico e architettonico della capitale abruzzese — di stampo romanico e rinascimentale — venne devastato, lasciando intatta solo la cinta muraria. Alla basilica di San Bernardino rimasero in piedi solo il coro, la facciata e le mura laterali mentre si salvarono miracolosamente la facciata di Cola dell'Amatrice e il mausoleo del Santo. Alla basilica di Santa Maria di Collemaggio si registrò il crollo del transetto e gravissimi danni all'intera area presbiteriale. Della Cattedrale dei Santi Massimo e Giorgio sopravvisse solo una parete laterale mentre alla chiesa di San Pietro a Coppito crollarono la facciata, la torre campanaria e scomparvero le cappelle della Concezione e di Santa Margherita. Crollò inoltre la sommità della Torre civica, parte dell'adiacente Palazzo del Capitano e la porzione sommitale del Forte spagnolo. Gravi danni si verificarono alla fontana delle 99 cannelle e alle chiese di Sant'Agostino, San Biagio d'Amiterno, San Francesco a Palazzo, San Filippo, San Marciano, Santa Maria Paganica e San Silvestro. La sede dei Gesuiti al Palazzo Camponeschi subì pesanti lesioni, come anche le dimore nobiliari di Palazzo Antonelli, Palazzo Branconio e Palazzo Carli, Palazzo Carli Benedetti, Palazzo Dragonetti, Palazzo Fibbioni e Palazzo Porcinari.
La scossa causò peraltro la morte del camerlengo cittadino Alessandro Cresi, eletto appena un mese prima, che rimase sepolto nel crollo del palazzo di famiglia. Alla guida della città venne quindi chiamato temporaneamente Alessandro Quinzi, dell'omonima famiglia.
In totale L'Aquila contò tra i 2 500 e i 3 000 morti — cioè circa un terzo della popolazione, stimata in un numero tra le 8 000 e le 10 000 unità — ma il terremoto fece vittime anche nelle città vicine per un bilancio totale di oltre 6 000 vittime, come da dispaccio del monsignor Giovanni Andrea Lorenzani. Secondo la dettagliata relazione di Alfonso Uria De Llanos, legato del viceré del Regno di Napoli, nel territorio del contado aquilano si registrarono 7 694 morti e 1 136 feriti.
I centri più colpiti dall'evento risultarono Arischia (dove si registrarono tra le 350 e le 400 vittime), Barete, Pizzoli e Scoppito nell'alta valle dell'Aterno e Cittareale, Leonessa — dove «non vi è remasto un muro dell'altezza di quattro palmi» — e Posta sui Monti Reatini. Montereale e le sue 36 ville, già pesantemente lesionate dal terremoto precedente, risultarono totalmente crollate. Gravissimi danni si verificarono anche a Paganica e San Pelino di Cagnano Amiterno.
Il terremoto fu avvertito in quasi tutta Italia, da Venezia sino a Napoli. A Roma scatenò il panico tra la popolazione e fece crollare due arcate del secondo recinto del Colosseo, le cui pietre vennero poi utilizzate per la costruzione del porto di Ripetta. Si registrarono danni al Palazzo del Quirinale e alle basiliche di San Lorenzo e San Pietro in Vaticano.
Alla scossa principale, per ventidue ore ne seguirono altre durante le quali la terra esalava pessimi odori e l'acqua dei pozzi cresceva e gorgogliava a causa dei gas. Secondo le fonti dell'epoca, nei giorni successivi e fino al 26 febbraio, si registrarono 160 forti repliche. Alcune grandi spaccature nel terreno si aprirono nei pressi di Cittareale — dove gli effetti catastrofici del terremoto furono amplificati dallo scoppiare di un incendio — e Pizzoli; tra Montereale e Ville di Fano, tre corsi d'acqua sotterranei fuoriuscirono dalle montagne e formarono un lago nella pianura sottostante.

## Danni e vittime
(Giorgio Baglivi, Lettera al Duca d'Uzeda)
Di seguito un elenco delle principali località e relativi monumenti colpiti dagli eventi sismici del 1703:
 Abruzzo Ulteriore
- L'Aquila (2 400–2 500 vittime):
  - Basilica di San Bernardino
  - Basilica di Santa Maria di Collemaggio (transetto)
  - Cattedrale dei Santi Massimo e Giorgio
  - Chiesa di Sant'Agostino
  - Chiesa di San Biagio d'Amiterno
  - Chiesa di Santa Caterina
  - Chiesa della Concezione
  - Chiesa di San Domenico
  - Chiesa di San Francesco a Palazzo
  - Chiesa di Santa Maria Paganica
  - Chiesa di San Pietro a Coppito
  - Fontana delle 99 cannelle
  - Oratorio di San Girolamo
  - Palazzo Antonelli
  - Palazzo del Capitano
  - Palazzo Carli Benedetti
  - Palazzo Cresi
  - Palazzo Dragonetti
  - Palazzo Branconio
  - Torre civica
- Amatrice (200 vittime)
- Antrodoco (300 vittime)
- Arischia (350–400 vittime)
- Bacugno (150 vittime)
- Barete (100 vittime):
  - Chiesa di San Paolo al cimitero
- Borbona
- Borgo Velino
- Cagnano Amiterno:
  - Chiesa dei Santi Cosma e Damiano
  - Chiesa di San Rocco
- Campotosto e Mascioni
- Castelnuovo (150 vittime)
- Cittareale (1 600 vittime):
  - Convento di San Francesco
- Coppito:
  - Chiesa di San Pietro fuori le mura
- Leonessa (460 vittime):
  - Chiesa di San Francesco
  - Chiesa di San Pietro
  - Chiesa di Santo Spirito
  - Palazzo dei Priori
- Lugnano di Villa Troiana (150 vittime)
- Montereale e Capitignano (800 vittime):
  - Chiesa di Santa Maria Assunta
  - Mura civiche di Montereale
  - Monastero di San Leonardo
  - Palazzo Ricci
  - Torre civica
- Paganica (40-70 vittime)
- Piedelpoggio (40 vittime)
- Pizzoli (550 vittime)
- Posta
- San Gregorio (12 vittime)
- Scoppito (7 vittime)
- Teramo:
  - Palazzo del Tribunale
- Tussio (15 vittime)
- Ville di Fano (12 vittime)

 Perugia e Umbria
- Spoleto:
  - Chiesa di Sant'Agostino
- Arquata del Tronto (15 vittime)
- Avendita (95 vittime)
- Belforte
- Cascia (149 vittime):
  - Palazzo Apostolico
- Cerreto di Spoleto:
  - Convento di Sant'Agostino
- Colle di Santo Stefano (122 vittime)
- Fogliano
- Forsivo (62 vittime)
- Norcia (800–1 000 vittime):
  - Basilica di San Benedetto
  - Castellina
  - Cattedrale di Santa Maria Argentea
- Maltignano (121 vittime)
- Monteleone di Spoleto:
  - Chiesa della Madonna delle Grazie
  - Chiesa della Santissima Concezione
- Opagna e Trimezzo (46 vittime)
- Rieti (1 vittima)
  - Palazzo Antonelli
- San Marco (53 vittime)
- San Pellegrino
- Savelli (63 vittime)
- Terni
- Triponzo (2 vittime):
  - Chiesa parrocchiale
- Trognano
- Vazia

## Gestione dell'emergenza

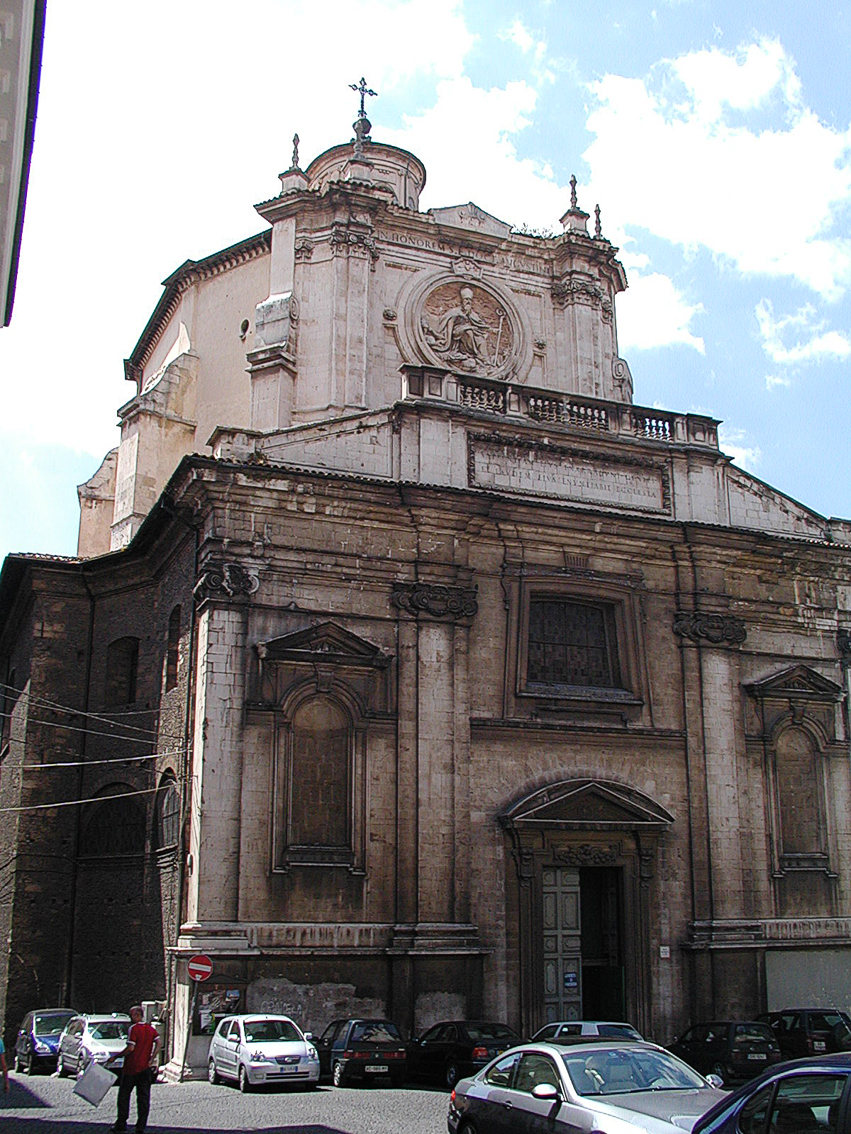
La chiesa di Sant'Agostino (1707-1727), opera di Giovan Battista Contini.

Pochi giorni dopo la tragedia venne inviato da Napoli il Marchese della Rocca, Marco Garofalo, che venne investito dei poteri di commissario straordinario; il vicario organizzò i soccorsi e tenne sotto controllo l'ordine pubblico, riuscendo anche a far desistere i sopravvissuti dall'idea di abbandonare definitivamente L'Aquila. Vennero emanate due ordinanze, una il 12 febbraio ed una il 18, che obbligavano la cittadinanza al coprifuoco e all'acquisizione di una specifica licenza per l'estrazione dei cadaveri e degli oggetti personali negli edifici danneggiati.
Nel novembre del 1703 il Marchese riuscì a far approvare l'esenzione fiscale per i cittadini colpiti per un tempo proporzionale ai danni subiti; per L'Aquila in particolare il pagamento delle tasse venne sospeso per dieci anni, un provvedimento che fu giudicato vitale per far ripartire l'economia e dare slancio all'opera di ricostruzione. Parallelamente venne però istituita una tassa straordinaria per permettere la realizzazione di 92 baracche per gli sfollati nella Piazza del Duomo, in una delle quali trovò posto anche il Consiglio Comunale.
Nella diocesi di Rieti, ad un anno dal sisma, si registravano ancora un migliaio di persone sfollate in alloggi di fortuna e molte chiese trasferite in strutture temporanee; le precarie condizioni igieniche degli sfollati favorirono inoltre il diffondersi di epidemie. Conclusa la gestione dell'emergenza, della ricostruzione si occupò soprattutto monsignor Antonino Serafino Camarda, vescovo di Rieti dal 1724 al 1754.

## Ricostruzione

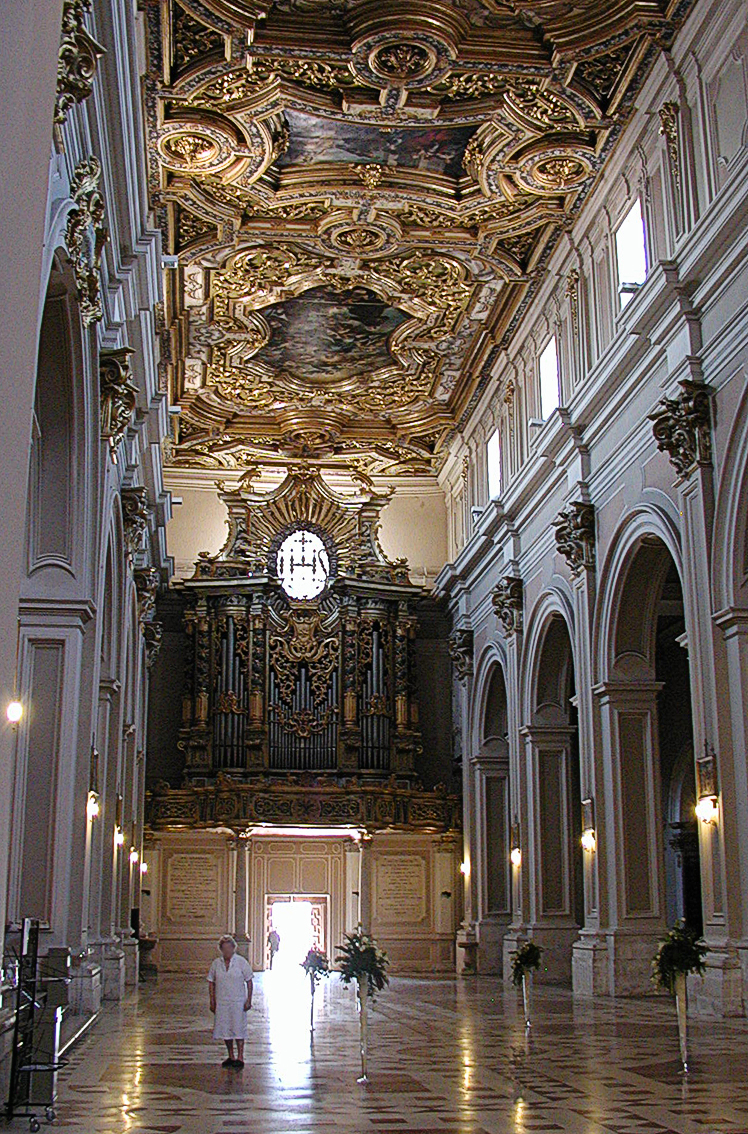
L'interno barocco della basilica di San Bernardino (1707-1730), con il soffitto ligneo decorato in oro zecchino di Ferdinando Mosca.

La ricostruzione portò all'Aquila una vasta platea di architetti e artisti di scuola barocca, prevalentemente d'influenza borrominiana e fontaniana, tra i quali si ricordano Filippo Barigioni, Carlo Buratti, Giovan Battista Contini, Sebastiano Cipriani, Francesco Fontana e Ferdinando Fuga, oltre a numerose maestranze specializzate, per lo più d'origine lombarda.
In breve tempo, sul terreno occupato in precedenza da dimore crollate, sorsero i palazzi delle nuove rampanti famiglie aquilane — tra questi, i Bonanni, gli Oliva, i Pica e i Romanelli — mentre molte tra le principali chiese della città vennero pesantemente modificate o riedificate secondo il nuovo gusto settecentesco.
Gli interventi urgenti riguardarono le abitazioni civili e le infrastrutture, come ad esempio l'acquedotto, cosicché per quasi due anni le principali architetture danneggiate rimasero ricoperte di macerie; il primo intervento di ricostruzione del patrimonio architettonico cittadino, il Palazzo degli Agostiniani, venne iniziato solo nel 1705. Due anni più tardi, nel 1707 venne realizzato il progetto di restauro dell'adiacente chiesa di Sant'Agostino ad opera di Giovan Battista Contini, allievo del Bernini, che prevedeva una nuova pianta ellittica e la rotazione del prospetto principale su piazza San Marco; la chiesa venne completata nel 1725, mentre i lavori sul monastero vennero interrotti a più riprese e portati a termine in maniera definitiva solo nel XIX secolo con la realizzazione del Palazzo della Prefettura in stile neoclassico. Anche la chiesa di Santa Caterina Martire venne ricostruita a pianta ellittica e facciata a cuneo stondato, mentre nelle chiese di San Marciano e Santa Maria Paganica si perpetuò la rotazione della pianta con la facciata principale non più rivolta sul lato lungo dell'edificio, ma su quello corto.
La basilica di San Bernardino venne completamente ricostruita con un lavoro a più mani ad opera dello stesso Contini, che sovraintese ai lavori sulla cupola, oltre che di Filippo Barigioni e Sebastiano Cipriani. I lavori iniziarono nel 1707 grazie all'impegno economico di alcune famiglie — tra cui i milanesi Visconti, giunti all'Aquila dopo il sisma — e si protrassero almeno fino al 1730; tra il 1723 e il 1724 Ferdinando Mosca vi realizzò un fastoso soffitto a cassettoni in legno intagliato ed ornato di oro zecchino. Anche la basilica di Santa Maria di Collemaggio, meno danneggiata dal sisma, venne impreziosita da numerose aggiunte barocche, successivamente eliminate in seguito ai restauri del XX secolo. La stessa sorte toccò alla chiesa di San Pietro a Coppito, rinnovata in chiave barocca nella prima metà del XVIII secolo, impreziosita da alcune aggiunte neoclassiche nel secolo successivo e poi riportata all'originale impianto romanico nel 1971.
Decisamente complessa fu la vicenda legata alla cattedrale dei Santi Massimo e Giorgio la cui ricostruzione, iniziata nel 1708 ad opera di Sebastiano Cipriani, risparmiò solo il perimetro murario su via Roio; i lavori furono molto lunghi e la chiesa venne riaperta, seppur priva di cupola e facciata, solamente nel 1780.

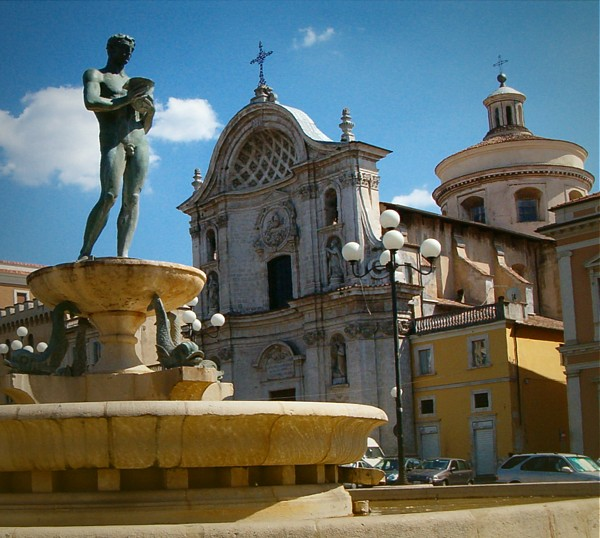
La chiesa delle Anime Sante (1713-1775), opera di Carlo Buratti e Giovan Francesco Leomporri.

Il simbolo della ricostruzione settecentesca dell'Aquila è tuttavia considerato la nuova chiesa delle Anime Sante, sorta in piazza del Duomo (in contrapposizione proprio alla Cattedrale) per volere della Confraternita di Santa Maria del Suffragio, fino ad allora ospitata nell'oratorio di San Giuseppe dei Minimi. I lavori cominciarono nel 1713, su progetto di Carlo Buratti, e l'edificio fu consacrato nel 1719; successivamente, tra il 1770 e il 1775, fu realizzata la facciata concava su progetto di Giovan Francesco Leomporri mentre nel 1805 Giuseppe Valadier vi collocò la cupola.

## Conseguenze sociali
Nel 1712, alla vigilia del termine del periodo di esenzione fiscale, venne istituito un censimento per valutare il pagamento da versare alla Corona. All'Aquila risultarono 2 684 abitanti divisi in 670 famiglie, di cui ben 149 erano forestiere attratte dalle possibilità offerta dalla ricostruzione: di queste le più numerose erano quelle di origine milanese che già da qualche secolo avevano avviato una immigrazione verso l'Abruzzo Ultra e l'aquilano in particolare, mentre le altre provenivano per buona parte dal contado, il che attivò un processo di ruralizzazione cittadina. 
Nel ventennio successivo, fino al 1732, arrivarono 160 nuovi fuochi, famiglie povere del contado o ricchi proprietari terrieri interessati ad accrescere la propria posizione sociale, che contribuirono al ripopolamento della città.
La tragedia incise comunque profondamente la comunità, tanto da spingere a modificare gli storici colori della città — il bianco e il rosso — nel nero e nel verde attuali, rispettivamente uno a ricordo del lutto e l'altro in segno di speranza. Venne inoltre introdotto il culto di Sant'Emidio da Ascoli Piceno, considerando il protettore contro i terremoti. Anche le principali festività subiscono il ricordo del terremoto tanto che il carnevale aquilano non antecede mai il 2 febbraio, giorno della Candelora, iniziando ufficialmente il giorno seguente, festa di San Biagio, e può essere quindi considerato il più corto del mondo.

### Esplicative
1. ↑  L'area interessata dalla sequenza sismica del 1703 interessò, per la maggior parte, l'estremità settentrionale del Regno di Napoli corrispondente all'allora provincia denominata Abruzzo Ulteriore; nel 1927 questo territorio venne suddiviso tra la provincia dell'Aquila e la provincia di Rieti che inglobò quindi il circondario di Cittaducale — comprendente anche i territori di Amatrice, Borbona e Leonessa — storicamente sotto la giurisdizione aquilana.
2. ↑  Il terremoto dell'ottobre 1702 è segnalato in due corrispondenze da Roma del 21 ottobre pubblicate rispettivamente dalla Gazzetta di Fuligno (27 ottobre 1702, p.1) e dalla Gazzetta di Bologna (31 ottobre 1702, p.1).
3. ↑  Il dato dell'assenza di vittime all'Aquila dopo la scossa del 14 gennaio 1703 è riportato nella Gazzetta di Napoli (30 gennaio 1703, p.67).

### Bibliografiche
1. 1 2 3 4 5 6 7 8 9 10   Istituto Nazionale di Geofisica e Vulcanologia, Catalogo parametrico dei terremoti italiani 1691-1899, su emidius.mi.ingv.it.
2. 1 2 3 4   Guidoboni E., Ferrari G., Mariotti D., Comastri A., Tarabusi G., Sgattoni G. e Valensise G., CFTI5Med, Catalogo dei Forti Terremoti in Italia (461 a.C.-1997) e nell’area Mediterranea (760 a.C.-1500): terremoto del 14 gennaio 1703, Istituto Nazionale di Geofisica e Vulcanologia, 2018.
3. 1 2 3 4  Baratta, p. 189.
4. 1 2 3 4   Guidoboni E., Ferrari G., Mariotti D., Comastri A., Tarabusi G., Sgattoni G. e Valensise G., CFTI5Med, Catalogo dei Forti Terremoti in Italia (461 a.C.-1997) e nell’area Mediterranea (760 a.C.-1500): terremoto del 2 febbraio 1703, Istituto Nazionale di Geofisica e Vulcanologia, 2018.
5. 1 2 3  Mammarella, pp. 77-83.
6. 1 2 3  Sulle ali dell'Aquila - Storia della città, L'Aquila, 1999
7. 1 2 3 4 5   Istituto Nazionale di Geofisica e Vulcanologia, I terremoti nella storia: il grande terremoto del 2 febbraio 1703 a L'Aquila, su ingvterremoti.wordpress.com.
8. ↑   Alfonso Uria De Llanos, Relazione, overo itinerario fatto dall’auditore D.Alfonso Uria De Llanos per riconoscere li danni causati dalli passati Terremoti seguiti li 14 Gennaro, e 2 Febraro MDCCIII con il numero de' Morti, e Feriti nella provincia dell'Aquila, e tutti li luoghi circonvicini per darne di essi distinta notizia al Signor Vice Ré di Napoli (PDF), Roma, 1703.
9. 1 2 3   Istituto Nazionale di Geofisica e Vulcanologia, Catalogo parametrico dei terremoti italiani 217-1690, su emidius.mi.ingv.it.
10. ↑  Antonini 2010a, pp. 23-29.
11. ↑   Filippo Da Secinara, Trattato universale di tutti li terremoti occorsi, e noti nel mondo, con li casi infausti, ed infelici pressagiti da tali terremoti, L'Aquila, 1652,  p. 135.
12. ↑   Alfonso Corradi, Annali delle epidemie occorse in Italia dalle prime memorie fino al 1850, Bologna, Gamberini e Parmeggiani, 1870,  p. 153.
13. 1 2 3 4 5 6  Antonini 2010a, pp. 31-42.
14. ↑   piedelpoggio.it, Ad perpetuam rei memoriam, su piedelpoggio.it.
15. 1 2 3 4   archeoclublaquila.it, I terremoti umbro-abruzzesi del 1702-1703, su archeoclublaquila.it.
16. ↑  Boschi et al., pp. 49-51.
17. 1 2 3   Stefano Dascoli, Sisma, scosse a Montereale: le valutazioni degli esperti, in Il Messaggero, 7 novembre 2016. URL consultato il 3 febbraio 2018.
18. ↑   Antonio Angelini, Il territorio di Montereale. Dalla preistoria all'Unità d'Italia, L'Aquila, 2001,  p. 220.
19. 1 2 3 4   Ileana Tozzi, La tutela del patrimonio architettonico e storico-artistico della Diocesi di Rieti, in Amministrazione Beni Civici di Vazia, 28 gennaio 2012. URL consultato il 10 aprile 2016 (archiviato dall'url originale il 23 aprile 2016).
20. ↑  Boschi et al., p. 53.
21. ↑   Guidoboni E., Ferrari G., Mariotti D., Comastri A., Tarabusi G., Sgattoni G. e Valensise G., CFTI5Med, Catalogo dei Forti Terremoti in Italia (461 a.C.-1997) e nell’area Mediterranea (760 a.C.-1500): terremoto del 16 gennaio 1703, Istituto Nazionale di Geofisica e Vulcanologia, 2018.
22. ↑   Raffaele Colapietra, L'incidenza dei terremoti del 1703 e 1706 nella storia sociale, culturale e artistica del Settecento abruzzese, in Antonio Alfredo Varrasso (a cura di), I terremoti e il culto di Sant'Emidio, Chieti, 1989,  pp. 335-354.
23. ↑   Istituto Nazionale di Geofisica e Vulcanologia, Individual Seismogenic Sources - Arischia 2, su diss.rm.ingv.it. URL consultato il 10 aprile 2016 (archiviato dall'url originale il 3 febbraio 2018).
24. ↑   Pizzoli, la faglia del terremoto del 1703, in 6aprile.it, 9 gennaio 2017. URL consultato il 3 febbraio 2018.
25. 1 2 3 4 5 6 7 8 9 10 11 12   Giorgio Baglivi, Del Terremuoto Romano e delle città adiacenti dell'anno 1703, in Opere complete medico-pratiche e anatomiche di Giorgio Baglivi, traduzione di Raimondo Pellegrini, Firenze, 1842,  pp. 596-655.
26. ↑   Walter Capezzali, L'Aquila, in L'Abruzzo nel settecento, Ediars, 1993.
27. ↑  Antonini 2010b, p. 321.
28. ↑  Antonini 2010b, p. 196.
29. ↑  Antonini 2010b, p. 44.
30. 1 2 3 4 5  Clementi e Piroddi, p. 119.
31. ↑   Roberto Santilli, Ricostruzione: Palazzo Cresi-Vastarini. L'Aquila si riprende un altro tesoro, 28 giugno 2014. URL consultato il 25 aprile 2017 (archiviato dall'url originale il 25 aprile 2017).
32. 1 2 3   Francesco Marconi, Il terremoto del 1703: una catastrofe ignorata, in InStoria, n. 17, maggio 2009.
33. ↑   Giovanni Andrea Lorenzani, Relazione, in Urbinate latino, Todi (PG), Biblioteca apostolica vaticana, 1720.
34. ↑  Baratta, p. 191.
35. 1 2   Istituto Nazionale di Geofisica e Vulcanologia, I terremoti nella storia: Il Papa e il terremoto. Clemente XI e i sismi del 1703, su ingvterremoti.wordpress.com.
36. ↑   Clara Verazzo, Le tecniche della tradizione: Architettura e città in Abruzzo citeriore, Roma, Gangemi Editore, 2015,  p. 58.
37. 1 2 3 4   Maria Rita Bernardi (a cura di), Breve storia dell'Aquila, Pisa, Pacini, 2008.
38. ↑   Luigi Vicari, Due architetti romani operanti ad Aquila nei primi anni del sec. XVIII: Sebastiano Cipriani e Giovan Battista Contini, in Bollettino della Deputazione Abruzzese di Storia Patria, LVII-LIX, L'Aquila, 1967-1968,  p. 207.
39. ↑   Marco Volpe, Santa Maria del Suffragio dall'archetipo settecentesco all'attuale progetto di ricostruzione: storia di una drammaturgia aquilana a più voci, in Arcidiocesi dell'Aquila (a cura di), Recuperare e Condividere, L'Aquila, luglio-dicembre 2012,  p. 15.
40. 1 2   Maria Gabriella Pezone, Il progetto della chiesa di Santa Maria del Suffragio all'Aquila, in Carlo Buratti. Architettura tardo barocca tra Roma e Napoli, Napoli, Alinea, 2008,  p. 154.
41. ↑  Il carnevale più corto del mondo, Agorà Magazine